# 麻生夏子
麻生 夏子（あそう なつこ、1990年8月6日 - ）は、日本の女優、ラジオパーソナリティ、歌手。Wonderwave所属。以前は、スターダストプロモーションに所属していた。

## 経歴
東京都出身。血液型はAB型。身長は162cm。中央大学附属高等学校、中央大学法学部政治学科 卒業。
2008年に歌手活動を開始。翌2009年には「Brand New World」でメジャーデビューを果たすが、2014年9月14日に開催された『ランティス祭り』関東公演2日目をもって歌手活動を休止した。
2017年4月1日、KEIYOGINKO POWER COUNTDOWN REALのアシスタントDJに就任。パワカンのレギュラーDJでは初の女性で、主に番組のチャート紹介は麻生本人が行う。
2018年8月28日～2018年9月25日まで、Miracle!!の火曜日担当に期間限定で就任していた。なお、このスタジオからは、2019年4月からのパワカンリアルでも放送している。
2020年2月8日、SNSにて一般男性との結婚を発表した。
2020年12月19日、パワカン放送中に第1子を妊娠した事を発表し、放送後にブログを更新。
2025年3月29日、POWER COUNTDOWN REALを降板。以降はXのプロフィールは「ラジオDJ」表記に変更。（後任は元SKE48/AKB48メンバーの山内鈴蘭。）

## 人物
趣味は映画鑑賞・読書・モンスターハンターで、特技はピアノ・ダンスである。
野球観戦も趣味。広島ホームテレビで2015年3月6日・13日・20日に放送(番宣の表記に準拠、日付上は翌日)された『鯉のはなシアター』でカープファンになった経緯などが語られた。元々読売ジャイアンツのファンであったが2013年に初めて広島東洋カープの試合観戦をきっかけにカープファンに転じる。当時野球好きの友人にカープの試合を見ることを勧められ観戦、負け試合にもかかわらず応援の楽しさと達成感を見出したのだという。基本的に守備が上手で足の速い選手が好み。大好きな選手は絞り切れないとしつつ赤松真人、廣瀬純、菊池涼介などを挙げた。

## 活動

### ドラマ
- 黒い太陽（2006年、ひろみ）
- MAGISTER NEGI MAGI 魔法先生ネギま!（2007年、長谷川千雨）
- 斉藤さん（2008年、ギャル）
- 泣き顔にKISS（2008年、メグ）
- キャットストリート（2008年、美咲）
- 小公女セイラ（2009年、横尾満美子）
- 筆談ホステス 〜母と娘、愛と感動の25年。届け! わたしの心〜（2010年、ひかり）
- 仮面ライダーW（2010年、雪村姫香）

### 映画
- 仮面ライダーW FOREVER AtoZ/運命のガイアメモリ（2010年、雪村姫香）※友情出演

### 舞台
- 女優☆座 vol.2「お台場の母」（2006年8月）- 主演・金剛寺ちえ 役
- ペルソナ4 ジ・アルティメット イン マヨナカアリーナ（東京芸術劇場プレイハウス、2014年12月19日 - 12月23日）久慈川りせ役[14]。
- ペルソナ4 ジ・アルティマックス ウルトラスープレックスホールド（2016年7月6日 - 7月10日、シアターGロッソ）- 久慈川りせ 役[15]
- 方南ぐみ企画公演「THE面接」（俳優座劇場、2016年9月27日 - 10月2日）

### CM
- JR東日本「Dila大船 駅で会いましょう 篇」（2007年）
- モスフードサービス「カレーチキンバーガー」（2007年）
- ソニー・コンピュータエンタテインメント「LocoRoco得得パック 追いかけて篇」（2008年）
- シャープ「docomo SH-07B AQUOS SHOT（京都）篇」（2010年）
- ユーキャン「行政書士きっかけ 篇」（2010年）
- 大塚製薬「コパトーン」（2016年）[16]

### バラエティ
- ゴールドハウス（2008年10月18日 - 2009年3月14日）
- 熱血!平成教育学院（2009年4月19日）
- 全国一斉!日本人テスト（2009年5月27日）
- ネプリーグ（2009年6月22日）
- オンエアー直前! よくわかる現代魔法の基礎講座!! 予習、復習 -今からでも遅くないぞスペシャル-（2009年7月4日）
- スタ☆どん #5（2010年1月17日）
- サタデーバリューフィーバー試験に絶対出ない! 芸能界の公式（2010年2月20日）
- アルクメデス・キューサンヌーボ（2010年7月15日・8月26日・9月9日）
- スパモク!!本当にあった恐怖の絶叫映像2010（2010年7月29日）
- アカルイ☆ミライ（2012年7月29日）
- 新・競馬ワンダラー3（2016年1月11日 - 3月）

### 音楽番組
- Run Run LAN!（コーナーレギュラー：2009年4月7日 - 2009年10月9日 / ゲスト：2009年5月19日）
- 音龍門（朗読少女：2009年12月 - ）
- アニソ〜ンぷらす（2010年5月10日・8月9日）
  - アニソ〜ンぷらすLIVE2011（2011年1月3日）
- グッとくる歌謡祭（朝日放送：2010年10月10日）
- キングラン アニソン紅白2010 supported by スカパー!（2010年12月31日）
- 吉田山田のドレミファイル♪（テレビ神奈川：2017年4月 - 2020年9月 )

### 情報番組
- アニメTV（2009年8月1日）
- アニメぱらだいす!（2010年2月15日）
- U・LA・LA@7（2010年11月17日）
- アニぱら音楽館（2010年11月22日）
- やじうまテレビ!（2010年12月20日）
- ZIP!（2011年4月5日 - 2015年3月27日：火曜・木曜（途中から火曜・金曜）コーナーレギュラー）
- BS10 It’s SHOWタイム（2014年7月15日 - :土曜・日曜ナビゲーター）

### OVA
- やわらか三国志 突き刺せ!! 呂布子ちゃん（パピコ）

### テレビアニメ
- よくわかる現代魔法（受付嬢）

### ラジオ
- ちうの☆ぴょんぴょんRADIO SHOW!（スタチャインターネットラジオ：2007年10月16日 - 2008年2月21日、パーソナリティ）
- ざ・まほらNEWS（WEBラジオ：2007年10月17日、ゲスト）
- voice from pRythme（スタチャインターネットラジオ：2008年2月22日 - 10月、パーソナリティ）
- みなさまあっての麻生夏子ですレディオ（ランティスウェブラジオ、音泉：2009年7月9日 - 2014年4月23日、パーソナリティ）
- チャイム!・木曜日『麻生夏子 楽聞のススメ』（FM NACK5：2009年11月5日 - 2010年3月25日、コーナーパーソナリティ）
- C/G-26「アーティスト・セルフ・ポートレート」（USEN：2010年11月8日 - 11月14日）
- 特集 渋谷アニメランド 春のアニソンナイト!（NHKラジオ第1放送：2012年5月5日、5月6日）
- Miracle!!（bayfm:2018年8月 - 2018年9月、ANNAの代理）
- KEIYOGINKO POWER COUNTDOWN REAL（bayfm：2017年4月 - 2025年3月（予定）、DJ）

### 恒例特番
- KEIYOGINKO GRAND COUNTDOWN REAL（bayfm:毎年12月最終土曜日）

### インターネット放送
- ニコニコ生放送『みなさまあっての麻生夏子ですレディオinニコ生。』（2009年 - ）
- YouTube『中島愛のシンカロン! Vol.034 シンカロン・ダブルス!! with 麻生夏子』（2010年2月6日）
- ニコニコ生放送『とりあえず生中（二杯目）』（2010年3月8日）
- NOLIFE『Japan in Motion Season 2』（2010年4月6日 - 2010年7月）
  - NOLIFE『Japan in Motion Season 3』（2010年10月5日 - 2011年2月1日）
  - NOLIFE『Japan in Motion Season 4』（2011年5月17日 - 2011年7月5日）
  - NOLIFE『Japan in Motion Season 5』（2011年9月6日 - 2011年12月27日）
  - NOLIFE『Japan in Motion Season 6』（2012年1月17日 - ）
- ニコニコ生放送『GIRLS NIGHT』（2010年8月12日）
- ニコニコ生放送『カードファイト!! ヴァンガード スペシャルカンファレンス』（2010年12月17日）
- みんなの放送『麻生夏子オフィシャルTV NatsukoDX』（2011年2月7日 - ）
- ニコニコ生放送『電波研究社』（2011年2月10日）
- Lantisの!アニソンTuesday!!（2011年）
- Lantisの!アニソンTune♪（2012年）

### 雑誌
- 週刊プレイボーイ（2009年9月14日）
- Girls!トレーディングカード大全（双葉社：2009年10月31日）
- アニサマGirls Night Book favorite talk（2010年11月2日）
- コラム連載「麻生夏子の一発逆転」（レコード新聞社：2011年 - ）

### その他
- CAPCOM「モンスターハンター3（トライ）」受付嬢イメージガール（2008年）
- 日経トレンディネット 1stアルバム発売記念インタビュー（2010年8月6日）
- ロッテリア店内放送「LOTTERIA Yell Music」（2010年12月1日 - 12月31日）
- PV「ヒャダインのカカカタ☆カタオモイ-C」ヒャダル子（2011年）

## ライブ
2009年
- 12月23日 みなさまあっての麻生夏子ですレディオ感謝祭。

2010年
- 5月22日 みなさまあっての麻生夏子ですレディオ感謝祭。2 〜シャンゼリゼより愛をこめて〜（恵比寿 LIVE GATE）
- 8月6日 みなさまあっての麻生夏子ですお誕生日会。（廣瀬無線）
- 9月11日 麻生夏子ファーストライブ「Movement of magic」（原宿ASTRO HALL）
- 12月12日 ART'n POP（La Marroquinerie）

2011年
- 4月2日 麻生夏子 2nd LIVE 2011「Pop Step Trip!」（渋谷 duo MUSIC EXCHANGE）[17]
- 8月6日 麻生夏子LIVE 2011「Steps for the Future!」（渋谷WWW）

2012年
- 1月9日 麻生夏子LIVE TOUR 2012「Precious tone」（恵比寿LIQUIDO ROOM）
- 1月14日 麻生夏子LIVE TOUR 2012「Precious tone」（阿倍野ロックタウン）
- 11月11日 麻生夏子全国ツアー「Hypersonic☆Circuit」（F.A.D YOKOHAMA）
- 11月17日 麻生夏子全国ツアー「Hypersonic☆Circuit」（梅田シャングリラ）
- 12月8日 麻生夏子全国ツアー「Hypersonic☆Circuit」（広島CAVE-BE）
- 12月15日 麻生夏子全国ツアー「Hypersonic☆Circuit」（池下CLUB UPSET）
- 12月27日 麻生夏子全国ツアー追加公演「Hypersonic☆Circuit 〜CLIMAX GAME〜」（渋谷 O-EAST）

### 参加イベント
2008年
- 10月19日 STARCHILD DREAM in KOBE2008

2009年
- 3月29日・5月4日 スタ☆フェス（石丸電気）
- 4月5日・8月4日 スタ☆フェス 番外編（SHIBUYA BOXX）
- 5月4日 2009アイドルステーション Vol 12・13 〜女神たちとゴールデンウィーク SPECIAL〜1部（渋谷DESEO）
- 5月22日・8月5日・8月7日 GIRLs-TechnoPop stadium（LIQUIDROOM・Shibuya O-EAST・duo music exchange）
- 5月24日 ヤマダ電機 Presents 〜ももいろクローバー JAPANツアー2009 ももいろTyphooooon〜 スペシャルゲスト（LABI1 高崎）
- 5月31日 アイドルステーション（原宿アストロホール）
- 6月13日・9月12日 B.L.T PRESENTS Girls Woodstock（芝浦スタジオキューブ326・渋谷WOMB）
- 6月14日 「よくわかる現代魔法」＆「初恋限定。」ジョイントフェスティバル（浅草公会堂）
- 6月20日・21日 次世代ワールドホビーフェア 09 summer（幕張メッセ）
- 7月1日・7月29日 アニソンぷらす×アニメ☆ダンス コレクション GIRLs-TechnoPop stadium（Shibuya O-EAST・LIQUIDROOM）
- 7月25日 Lantis Presents "twilight listening party vol.6"（Shibuya DUO Music Exchange）
- 8月14日 影山ヒロノブ・遠藤正明・きただにひろしの「ゆかいな仲間たち2009」（Zepp Tokyo）
- 8月21日 ☆GO! SHIODOMEジャンボリー ワッショイ! 2009「スタ☆フェス納涼祭」（汐留日本テレビ・日テレプラザ B2F特設ステージ）
- 8月29日 まつりつくば2009（つくば駅センター広場 まつりつくば2009会場）
- 8月30日 スタ☆フェス 番外編 〜「スタ☆コレ」リリース記念祭〜 supported by Lantis（ベルエポック美容専門学校原宿第二校舎 イベントホール）
- 9月7日・9月8日 アニソンぷらす×アニメ☆ダンス コレクション GIRLs-TechnoPop stadium 〜リキッドルームより残暑お見舞い! 奇跡の2days〜（LIQUIDROOM）
- 9月26日  ランティス祭り[1日目]（富士急ハイランド コニファーフォレスト）
- 12月26日 JPSガールズボイス-28（新宿RUIDO K4）

2010年
- 1月31日 SOUNDTRACK GIRLS PARTY（ららぽーと新三郷 スカイガーデンステージ）
- 2月13日 バカとテストと召喚獣 文月学園文化祭 in バトゥール東京（バトゥール東京）
- 3月27日 東京国際アニメフェア2010「いちばんうしろの大魔王」イベント（東京ビッグサイトTAFステージ）
- Sunshine Live Circuit 2010!
  - 4月17日 JPSガールズボイス31（新宿RUIDO K4）
  - 4月18日 アニオン マックス（恵比寿 LIVE GATE）
  - 4月24日 麻生夏子一日店長（秋葉原ディアステージ）
  - 4月25日 トレーディングカードPOPアートコレクション発売記念イベント「POP祭1stプレミアム ゆとりちゃんも一緒!」（テレビ朝日 多目的スペース umu）
  - 5月15日 JPSガールズボイスβ17（新宿RUIDO K4）
- 7月3日・4日 第11回Japan Expo（パリ）
- 8月11日 スターダスト音楽出版創業31周年記念 夏子の夏休み in 日テレRESORT@seazoo（逗子海岸内 日テレRESORT@seazoo）
- 8月18日 汐博2010 麻生夏子「Movement of magic」リリース感謝祭（汐留AX）
- 10月29日 Lantis presents ROCK’N LAN CARNIVAL -2nd RUN-（新代田FEVER）
- 10月31日・11月3日 アニサマ Girls Night（Zepp Osaka・Zepp Tokyo）
- 12月24日 TVアニメ『えむえむっ!』クリスマスイベント "美緒様聖誕祭"（パセラリゾーツ BENOA銀座店）

2011年
- 2月12日 アニうた KITAKYUSHU2011（北九州メディアドーム）
- 2月27日 ブシロードカードゲームライブ2011（パシフィコ横浜）
- 3月26日 コ・フェスタPAO WEEK "NO ANISON NO LIFE" 第一夜「みんなのうた せかいのうた」（東京ミッドタウン内 ホールA）
- 8月6日 みなさまあっての麻生夏子ですお誕生日会（渋谷WWW）
- 8月27日 Animelo Summer Live 2011-rainbow-（さいたまスーパーアリーナ）
- 10月2日『バカとテストと召喚獣にっ!』放送完了記念イベントバカ祭（フェス） in 東京「バカ 〜それは、世界を変えることば。〜」(品川ステラボール）
- 10月10日 東日本大震災復興チャリティイベント 萌酒サミットin秋葉原UDX（秋葉原UDX）
- 10月30日 東日本大震災復興祭2011 〜子供たちの未来のために〜（国立代々木競技場 第二体育館）

2012年
- 1月9日 みなさまあっての麻生夏子です新年会（恵比寿LIQUIDO ROOM）
- 3月10日 ブシロードカードゲームライブ2012（愛知県芸術劇場大ホール）
- 3月17日 ヤマダ電機「家電フェア2012＆大処分蚤の市」（福岡ドーム）
- 3月25日「元気な日本」展示会 in 香港（九龍湾国際展貿中心 3F 日本ステージ / オーディトリアム）
- 4月28日 NHKラジオ「特集 渋谷アニメランド 春のアニソンナイト!」（NHKみんなの広場 ふれあいホール）
- 5月5日 「大ヴァンガ祭」(東京ビッグサイト 西1ホール)
- 7月28日「夏子をわっしょい! HAPPY法被(はっぴ)バースデー2012」(渋谷 duo MUSIC EXCHANGE)
- 8月4日「nonstop アニソントレイン祭2012 in 大阪」(大阪城 西の丸庭園)
- 8月5日「世界コスプレサミット「10周年記念アニソンLIVE」(オアシス21（名古屋市東区）)
- 9月30日「焼津文化会館 アニメ・フェスティバル アニソン・スペシャルライブ」(焼津文化会館 大ホール)
- 10月29日「H.I.P. Presents "success" Vol.1」(渋谷 O-EAST)
- 11月23日「ANIMAX MUSIX 2012」(横浜アリーナ)

2013年
- 3月16日「アニうたKITAKYUSHU×A3 2013」(北九州メディアドーム)

## ディスコグラフィ

### シングル
| 枚   | 発売日         | タイトル                    | 規格品番   | 最高位 |
| ---- | -------------- | --------------------------- | ---------- | ------ |
| 1st  | 2009年5月27日  | Brand New World             | LACM-4512  | 圏外   |
| 2nd  | 2009年7月23日  | Programming for non-fiction | LHCM-1063  | 83位   |
| 3rd  | 2010年1月27日  | Perfect-area complete!      | LACM-4686  | 18位   |
| 4th  | 2010年5月12日  | Everyday sunshine line!     | LACM-4711  | 72位   |
| 5th  | 2010年11月10日 | More-more LOVERS!!          | LACM-4756  | 38位   |
| 6th  | 2011年2月9日   | ダイヤモンドスター☆         | LACM-4783  | 76位   |
| 7th  | 2011年3月9日   | 恋愛向上committee           | LACM-4784  | 71位   |
| 8th  | 2011年7月20日  | エウレカベイビー            | LACM-4826  | 50位   |
| 9th  | 2012年2月8日   | Lovely Girls Anthem         | LACM-4903  | 50位   |
| 10th | 2012年7月25日  | Fighting Growing Diary      | LACM-4957  | 圏外   |
| 11th | 2012年10月24日 | Parade!                     | LACM-14016 | 27位   |
| 12th | 2013年7月24日  | Never Ending Voyage         | LACM-14111 | 147位  |
| 13th | 2013年11月27日 | MoonRise Romance            | LACM-14157 | 84位   |

#### ライブ会場限定CD
| 枚  | 発売日         | タイトル                   | 規格品番 | 備考                                         |
| --- | -------------- | -------------------------- | -------- | -------------------------------------------- |
| 1st | 2012年11月11日 | 夏子のみなさまハピハピ音頭 | LZM-2082 | 全国ツアー「Hypersonic☆Circuit」会場限定発売 |

#### 配信限定
| 枚  | 発売日         | タイトル           |
| --- | -------------- | ------------------ |
| 1st | 2009年12月21日 | Twinkle night star |

### アルバム
| 枚  | 発売日         | タイトル          | 規格品番   | 規格品番   | 最高位 |
| 枚  | 発売日         | タイトル          | 初回限定盤 | 通常盤     | 最高位 |
| --- | -------------- | ----------------- | ---------- | ---------- | ------ |
| 1st | 2010年8月4日   | Movement of magic | LACA-35045 | LACA-15045 | 109位  |
| 2nd | 2011年10月26日 | Precious tone     | LACA-35161 | LACA-15161 | 55位   |
| 3rd | 2014年3月5日   | My Starlit Point  | LACA-35374 | LACA-15374 | 124位  |

#### サウンドトラックアルバム 他
- アニメ☆ダンス BEST GIG
- 熱帯夜Girls（アニサマGirls Night テーマソング）
- 空想リジューム（ドラマCD かみせん。）
- rainbow（Animelo Summer Live 2011 テーマソング）
- CROSS×OVER SENSATION

### BD / DVD
- Animelo Summer Live 2011 -rainbow- 7.28